# Pseudacanthocanthopsis
Pseudacanthocanthopsis – rodzaj widłonogów z rodziny Chondracanthidae. Wprowadzili go w 1959 roku japońscy zoolodzy Satyu Yamaguti i Terufumi Yamasu dla nowo opisanego przez siebie gatunku Pseudacanthocanthopsis apogonis.

## Podział systematyczny
Do rodzaju należą następujące gatunki:
- Pseudacanthocanthopsis apogonis Yamaguti & Yamasu, 1959
- Pseudacanthocanthopsis bicornutus (Shiino, 1960)
- Pseudacanthocanthopsis grutterae Boxshall, 2022
- Pseudacanthocanthopsis rohdei Ho & Dojiri, 1976
- Pseudacanthocanthopsis secunda Yamaguti & Yamasu, 1960